# Nidera

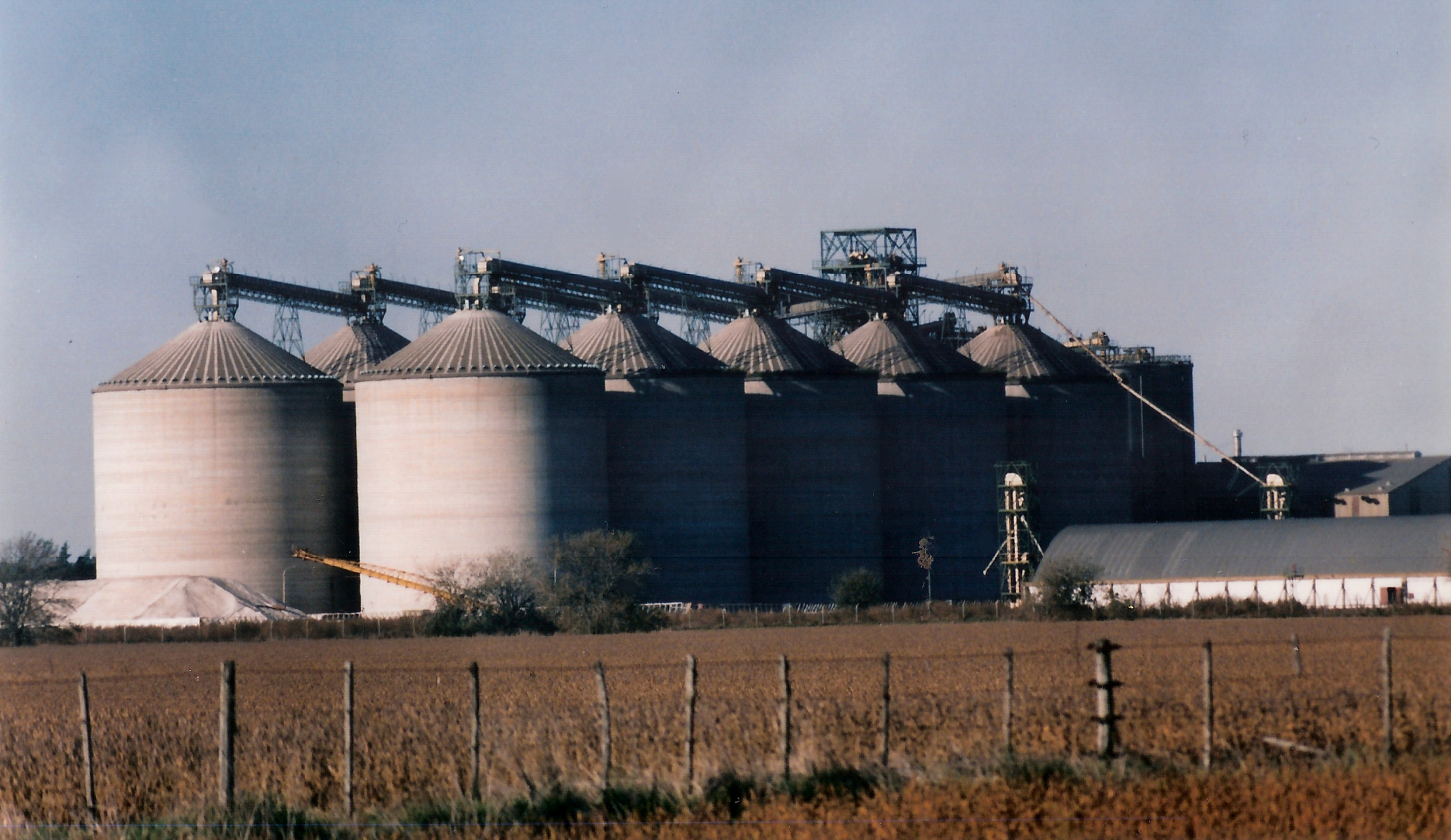
Vestiging in de Argentijnse gemeente Junín in 2007.

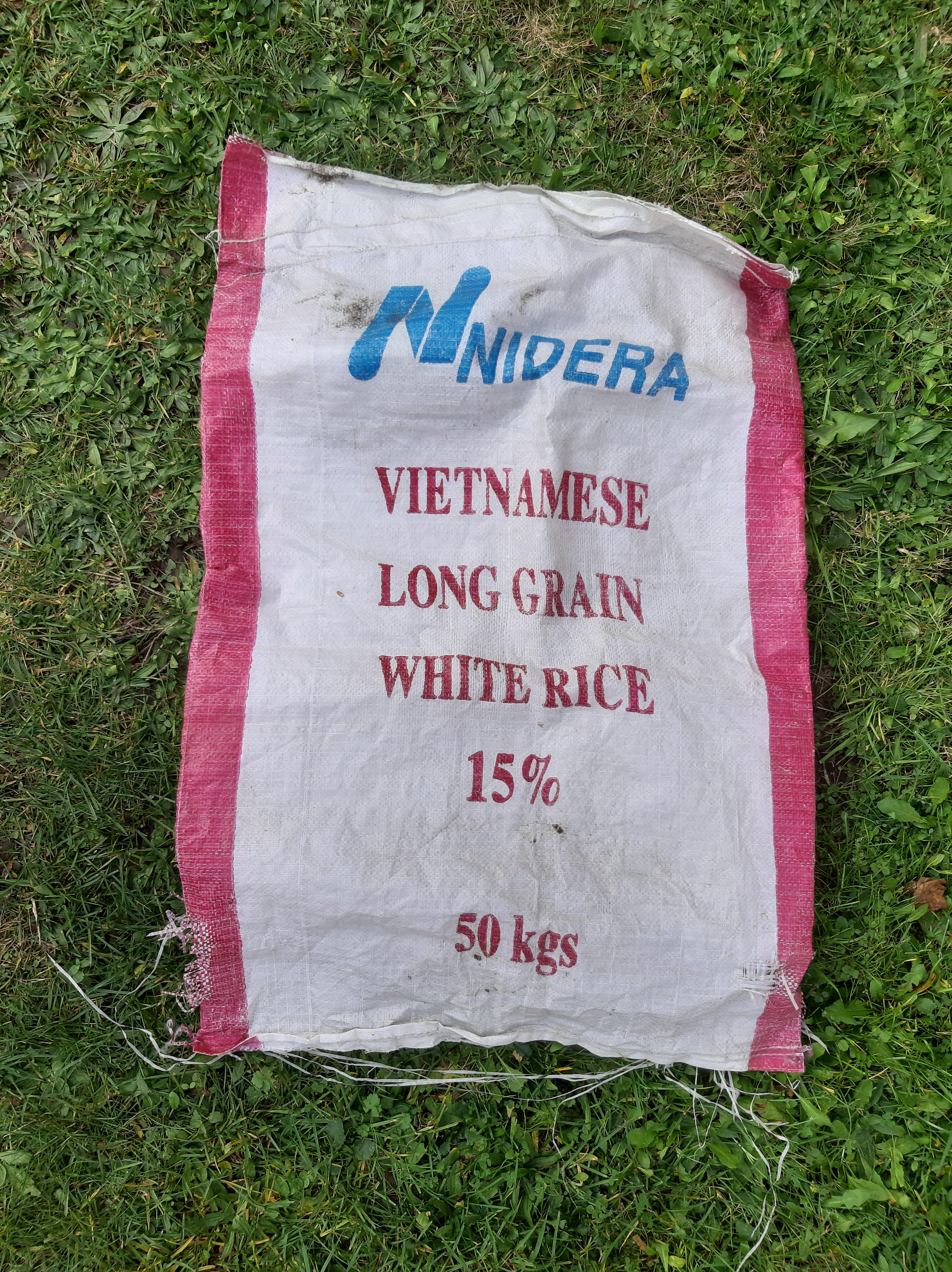

Nidera B.V. is een bedrijf dat handelt in agrarische producten.
Het bedrijf werd in 1920 door de Joodse families Drake, Mayer-Wolf en Salzer-Levi opgericht in Rotterdam en is vernoemd naar de landen waar destijds handel mee gedreven werd: Nederland, Indië, Duitsland, Engeland, Rusland en Argentinië. Een deel van de eigenaren vluchtte voor de Tweede Wereldoorlog naar Argentinië en het hoofdkantoor was tijdelijk in Buenos Aires gevestigd. Na de oorlog werd Rotterdam weer de hoofdzetel.
Nidera maakte een flinke expansie en had in 2014 vestigingen in Rotterdam, Buenos Aires, São Paulo en Singapore. In 2012 werden 33 miljoen ton granen, oliezaden en producten voor de bio-energiemarkt verhandeld in Europa, Noord-Afrika, het Midden-Oosten en Afrika. Ook handelt Nidera in kunstmest en gewasbeschermingsmiddelen en is belangrijk als veredelaar in Zuid-Amerika. In 2014 werkten er 3800 mensen bij Nidera waarvan bijna 300 in Rotterdam. In 2012 maakte het bedrijf een winst van 71,8 miljoen euro op een omzet van bijna 17 miljard dollar. In 2014 werd Nidera overgenomen door het Chinese staatsbedrijf Cofco dat 51% van de aandelen verwierf.  In 2015 leed Nidera verlies na speculaties van een eigen handelaar met biobrandstoffen. In 2016 werd bekend dat Cofco ook de overige aandelen overneemt en Nidera samenvoegt met het eveneens overgenomen Noble Agri uit Hongkong.
Op 30 oktober 2024 stelde de rechtbank in Rotterdam dat accountant EY ten onrechte fouten in de jaarrekening van Nidera niet had opgemerkt. Deze uitspraak kan de firma veel geld gaan kosten.